# Coppa del Belgio 2020-2021
La Coppa del Belgio 2020-2021, conosciuta anche come Croky Cup 2020-2021 per motivi di sponsorizzazione, è stata la 66ª edizione della coppa nazionale belga di calcio, iniziata il 23 agosto 2020 e terminata il 25 aprile 2021. Il Genk ha conquistato il trofeo per la quinta volta nella sua storia.

## Formato
| Turno                | Squadre rimanenti | Squadre partecipanti | Vincitori del turno precedente | Squadre entrate | Campionati entranti                                  | Date               |
| -------------------- | ----------------- | -------------------- | ------------------------------ | --------------- | ---------------------------------------------------- | ------------------ |
| Turno preliminare    | 312               | 4                    | 0                              | 4               | Divisione Provinciale del Lussemburgo                | 23 Agosto 2020     |
| Primo Turno          | 310               | 221                  | 2                              | 219             | Belgian Division 3 (64) Campionati provinciali (156) | 30 Agosto 2020     |
| Secondo Turno        | 200               | 160                  | 110 + 1 bye                    | 49              | Belgian Division 2                                   | 6 Settembre 2020   |
| Terzo Turno          | 120               | 96                   | 80                             | 16              | Division I-Amatori                                   | 13 Settembre 2020  |
| Quarto Turno         | 72                | 48                   | 48                             | 0               |                                                      | 20 Settembre 2020  |
| Quinto Turno         | 48                | 32                   | 24                             | 8               | Proximus League                                      | 11 Ottobre 2020    |
| Sedicesimi di Finale | 32                | 32                   | 16                             | 16              | Pro League                                           | 2-4 Febbraio 2021  |
| Ottavi di Finale     | 16                | 16                   | 16                             | 0               |                                                      | 9-11 Febbraio 2021 |
| Quarti di Finale     | 8                 | 8                    | 8                              | 0               |                                                      | 3-4 Marzo 2021     |
| Semifinali           | 4                 | 4                    | 4                              | 0               |                                                      | 13-14 Marzo 2021   |
| Finale               | 2                 | 2                    | 2                              | 0               |                                                      | 25 Aprile 2021     |

Il sorteggio delle gare fino al quarto turno è stato effettuato il 14 luglio 2020. Una settimana prima dell'inizio della competizione, la federazione ha deciso di rinviare i turni di qualificazione per il perdurare dell'emergenza sanitaria relativa alla pandemia di COVID-19.

## Turno preliminare
| Squadra 1              | Risultato | Squadra 2    |
| ---------------------- | --------- | ------------ |
| 23 agosto 2020         |           |              |
| Jeunesse Freylangeoise | 1 – 2     | Saint-Hubert |
| Arlon                  | 6 – 0     | Melreux      |

## Primo turno
| Squadra 1              | Risultato       | Squadra 2                      |
| ---------------------- | --------------- | ------------------------------ |
| 29 agosto 2020         |                 |                                |
| Munkzwalm              | 2 – 1           | Eendracht Aalter               |
| Sart-Bernard           | 2 – 2 (2-4 dtr) | Tempo Overijse                 |
| Lochristi              | 5 – 0           | Dendermonde                    |
| Stade Disonais         | 10 – 2          | Aubel II                       |
| Groen Star Beek        | 8 – 1           | Sart-Tilman                    |
| Gembloux               | 2 – 3           | Royal Gosselies                |
| Kosova Schaerbeek      | 1 – 0           | Ixelles                        |
| Oostduinkerke          | 0 – 4           | Blankenberge                   |
| Rumbeke                | 3 – 0           | Jong Zulte                     |
| Schelde Serskamp       | 0 – 0 (1-0 dtr) | Avanti                         |
| Achel                  | 4 – 2           | Verbroedering Lommel           |
| KVK Beringen           | 2 – 0           | Noordstar Noorderwijk          |
| Diksmuide              | 1 – 0           | Oostnieuwkerke                 |
| Esperanza Neerpelt     | 1 – 1 (5-3 dtr) | SK Meldert                     |
| GBA Kontich            | 3 – 2           | Léopold                        |
| VW Hamme               | 7 – 0           | Schelle Sport                  |
| Herk-de-Stad           | 5 – 2           | Herselt                        |
| Montignies             | 9 – 1           | Forchies                       |
| Nivellois              | 1 – 3           | Denderhoutem                   |
| Standard Elen          | 0 – 4           | Eendracht Termien              |
| Torhout                | 2 – 3           | Lauwe                          |
| Vorselaar              | 4 – 0           | Oud-Turnhout                   |
| RC Lebbeke             | 2 – 0           | Bornem                         |
| Nismes                 | 1 – 1 (8-7 dtr) | Union Lasne-Ohain              |
| Onhaye                 | 3 – 0           | Fernelmont-Hemptinne           |
| Union Rochefort        | 11 – 0          | Saint-Louis-Saint-Léger        |
| Saint-Hubert           | 0 – 2           | RFCB Sprimont                  |
| Crossing Vissenaken    | 0 – 1           | De Kempen                      |
| Weerstand Koersel      | 0 – 1           | Wezel Sport                    |
| Wellen                 | 1 – 0           | Espoir Minerois                |
| Glabbeek-Zuurbemde     | 0 – 3           | Hoegaarden-Outgaarden          |
| Jodoigne               | 2 – 2 (2-0 dtr) | Juve Hasselt                   |
| Oppagne-Wéris          | 4 – 1           | R.L.C. Bastogne                |
| 30 agosto 2020         |                 |                                |
| Adegem                 | 2 – 2 (3-5 dtr) | Excelsior Mariakerke           |
| Andennais              | 1 – 2           | Marloie Sport                  |
| Anzegem                | 0 – 1           | Eeklo Meetjesland              |
| Arquet                 | 5 – 0           | Wallonia Walhain               |
| Aubel                  | 0 – 1           | Bilzerse Waltwilder            |
| Bambrugge              | 5 – 1           | Luingnois                      |
| Belœil                 | 5 – 0           | Mons Nord                      |
| Bercheux               | 2 – 2 (4-2 dtr) | Gouvy                          |
| Berlaar-Heikant        | 2 – 4           | Stockel                        |
| Berlare                | 0 – 0 (4-2 dtr) | Sint-Niklase                   |
| Stade Bierbeek         | 0 – 3           | Zwarte Leeuw                   |
| Excelsior Biévène      | 0 – 3           | Saint-Ghislain Tertre-Hautrage |
| Binche                 | 4 – 1           | Ransart                        |
| Entente Blegnytoise II | 2 – 5           | Herderen-Millen                |
| Sassport Boezinge      | 2 – 2 (4-3 dtr) | Dadizele                       |
| Braine                 | 3 – 0           | Bossière                       |
| Bleid                  | 0 – 5           | Bertem-Leefdaal                |
| Diest                  | 1 – 2           | Berg en Dal                    |
| Elene-Grotenberge      | 5 – 1           | Houdinois                      |
| Étoile Elsautoise      | 1 – 1 (3-5 dtr) | Racing Vaux                    |
| Eppegem                | 7 – 0           | Rupelmonde                     |
| Galmaarden             | 0 – 3           | Rapid Symphorinois             |
| Gerpinnes              | 0 – 6           | Entité Manageoise              |
| Haasdonk               | 2 – 0           | Eendracht Zele                 |
| Herent                 | 6 – 1           | Broechem                       |
| Herstal                | 1 – 6           | Schoonbeek-Beverst             |
| Hoeilaart              | 1 – 2           | Aische                         |
| Hornu                  | 0 – 3           | Templeuve                      |
| Huy                    | 0 – 2           | Ster-Francorchamps II          |
| Tamines                | 2 – 1           | Genappe                        |
| Jong Lede              | 2 – 0           | Jong Vlaanderen Kruibeke       |
| Racing Mechelen        | 3 – 1           | Kalken                         |
| La Roche               | 0 – 2           | Messancy                       |
| Linden                 | 2 – 1           | Excelsior Mariaburg            |
| Arlon                  | 0 – 1           | Habay-la-Neuve                 |
| Standaard Meerbeek     | 0 – 5           | Saint-Josse                    |
| Meix-Devant-Virton     | 0 – 4           | Aywaille                       |
| Svelta Melsele         | 2 – 1           | Rapid Leest                    |
| RAS Monceau            | 1 – 3           | Namur                          |
| Oostkamp               | 5 – 1           | Houthulst                      |
| Opitter                | 1 – 4           | Fizoise                        |
| Pays Vert              | 2 – 2 (5-4 dtr) | Olympic Burst                  |
| Racing Waregem         | 2 – 1           | TSC Proven                     |
| Ranst                  | 3 – 2           | Sint-Lenaarts                  |
| Rechain                | 1 – 2           | Hombourg                       |
| Mons                   | 3 – 0           | Mesvin                         |
| Rhisnes                | 0 – 0 (3-5 dtr) | Malonne                        |
| Rhodienne-De Hoek      | 10 – 1          | Walcourt                       |
| Richelle United        | 3 – 1           | Sporting Genk                  |
| Schaerbeek-Evere       | 4 – 1           | Schaerbeek                     |
| Sint-Job               | 2 – 1           | Betekom                        |
| Spa                    | 0 – 2           | Mormont                        |
| Sporting Bruxelles     | 1 – 1 (6-7 dtr) | St-Jozef Rijkevorsel           |
| Stade Brainois         | 3 – 0           | Naastois                       |
| Stade Everois          | 2 – 3           | Berchem Sport                  |
| Tenneville Sports      | 1 – 3           | Huccorgne                      |
| Tollembeek             | 0 – 2           | Tournai                        |
| Vacresse               | 0 – 1           | Ardennen                       |
| Vaux                   | 1 – 1 (3-4 dtr) | Sprimont Comblain II           |
| Vliermaal              | 0 – 4           | Tilleur                        |
| Voorde                 | 1 – 1 (9-8 dtr) | Meslin Grand-Marais            |
| Waanrode               | 0 – 11          | Turnhout                       |
| Wanze-Bas-Oha          | 3 – 4           | Chevetogne                     |
| Wetteren-Kwatrecht     | 3 – 0           | Wemmel                         |
| Wevelgem               | 1 – 8           | Eendracht Wervik               |
| White Star Lauwe       | 1 – 3           | Latem                          |
| Willebroekse           | 2 – 2 (3-2 dtr) | Grimbergen                     |
| Witgoor Sport          | 3 – 0           | Overpelt                       |
| Wolvertem              | 2 – 0           | Wambeek                        |
| Excelsior Zedelgem     | 1 – 1 (5-6 dtr) | Wielsbeke                      |
| Voorwaarts Zwevezele   | 2 – 2 (4-5 dtr) | Sint-Denijs Sport              |
| Alken                  | 0 – 1           | Torpedo Hasselt                |
| Dilbeek Sport          | 1 – 1 (4-3 dtr) | St-Jozef Londerzeel            |
| Lille                  | 2 – 0           | Helson Helchteren              |
| Punt-Larum             | 2 – 2 (8-9 dtr) | Sint-Dymphna                   |
| Raeren                 | 4 – 2           | Trois Frontières               |
| AFC Evere              | 0 – 3           | Hoboken                        |

## Secondo turno
| Squadra 1             | Risultato         | Squadra 2                      |
| --------------------- | ----------------- | ------------------------------ |
| 5 settembre 2020      |                   |                                |
| Ardennen              | 5 – 1             | Wezel Sport                    |
| Berlare               | 1 – 2             | Tongeren                       |
| PAC Buzet             | 1 – 0             | Cappellen                      |
| Sint-Dymphna          | 4 – 3             | GBA Kontich                    |
| Bertem-Leefdaal       | 3 – 1             | Tubize-Braine                  |
| Hades                 | 2 – 0             | Tempo Overijse                 |
| Sporting Hasselt      | 1 – 1 (5-4 dtr)   | Eendracht Wervik               |
| Houtvenne             | 1 – 1 (6-5 dtr)   | Sassport Boezinge              |
| Ninove                | 2 – 3             | Rapid Symphorinois             |
| La Louvière           | 3 – 2             | Pays Vert                      |
| Vorselaar             | 0 – 0 (10-9 dtr)  | KVK Beringen                   |
| City Pirates          | 1 – 1 (5-4 dtr)   | RC Lebbeke                     |
| VW Hamme              | 3 – 0             | Sprimont Comblain II           |
| Berchem Sport         | 1 – 1 (2-4 dtr)   | Namur                          |
| KRC Gent              | 3 – 1             | Saint-Josse                    |
| Racing Mechelen       | 5 – 4             | Lille                          |
| Meux                  | 2 – 1             | De Kempen                      |
| Union Rochefort       | 4 – 2             | Mormont                        |
| Wellen                | 0 – 2             | Voorde                         |
| Rebecquoise           | 5 – 1             | Arquet                         |
| 6 settembre 2020      |                   |                                |
| Ganshoren             | 4 – 1             | Kosova Schaerbeek              |
| Hombourg              | 3 – 2             | Sint-Job                       |
| Schoonbeek-Beverst    | 5 – 0             | Excelsior Mariakerke           |
| Achel                 | 3 – 1             | Ster-Francorchamps II          |
| Aische                | 3 – 5             | Couvin-Mariembourg             |
| Belœil                | 0 – 1             | Ronse                          |
| Bocholt               | 0 – 2             | Oppagne-Wéris                  |
| Braine                | 2 – 1             | Jodoigne                       |
| Racing Vaux           | 1 – 4             | Wielsbeke                      |
| Diegem                | 1 – 0             | Herderen-Millen                |
| Dikkelvenne           | 7 – 2             | Chevetogne                     |
| Diksmuide             | 0 – 1             | Saint-Ghislain Tertre-Hautrage |
| Dilbeek Sport         | 2 – 3             | Blankenberge                   |
| Eendracht Termien     | 3 – 3 (3-4 dtr)   | Jette                          |
| Entente Durbuy        | 3 – 0             | Malonne                        |
| Entité Manageoise     | 4 – 4 (4-2 dtr)   | Solières Sport                 |
| Esperanza Neerpelt    | 2 – 2 (5-3 dtr)   | Stade Brainois                 |
| Givry                 | 0 – 1             | Royal Gosselies                |
| Groen Star Beek       | 1 – 0             | Huccorgne                      |
| Gullegem              | 3 – 0             | Witgoor Sport                  |
| Hamoir                | 2 – 3             | Onhaye                         |
| Herent                | 4 – 0             | Svelta Melsele                 |
| Hoegaarden-Outgaarden | 2 – 0             | Oudenaarde                     |
| Hoogstraten           | 4 – 1             | Ranst                          |
| Tamines               | 2 – 0             | Acren                          |
| Jong Lede             | 2 – 1             | Eppegem                        |
| Berchem               | 1 – 0             | Turnhout                       |
| KRC Harelbeke         | 3 – 0             | Elene-Grotenberge              |
| Latem                 | 0 – 0 (4-5 dtr)   | Lochristi                      |
| Lokeren-Temse         | 3 – 1             | Haasdonk                       |
| Londerzeel            | 1 – 0             | Eeklo Meetjesland              |
| Lyra-Lierse Berlaar   | 2 – 0             | Torpedo Hasselt                |
| Mandel United         | 3 – 1             | Binche                         |
| Menen                 | 5 – 0             | Linden                         |
| Messancy              | 1 – 3             | Lauwe                          |
| Munkzwalm             | 2 – 0             | Templeuve                      |
| Nismes                | 2 – 3             | Hoboken                        |
| Oostkamp              | 3 – 5             | Eendracht Aalst                |
| Pepingen              | 2 – 2 (6-7 dtr)   | Herk-de-Stad                   |
| Sparta Petegem        | 5 – 0             | Willebroekse                   |
| Rhodienne-De Hoek     | 0 – 5             | Zelzate                        |
| Marloie Sport         | 3 – 0             | Stade Disonais                 |
| Schaerbeek-Evere      | 3 – 0             | Richelle United                |
| Schelde Serskamp      | 0 – 4             | Mons                           |
| Sint-Denijs Sport     | 1 – 3             | Olsa Brakel                    |
| Spouwen-Mopertingen   | 4 – 0             | Montignies                     |
| St-Jozef Rijkevorsel  | 1 – 4             | RFCB Sprimont                  |
| Stockay-Warfusée      | 3 – 0             | Aywaille                       |
| Stockel               | 0 – 0 (4-5 dtr)   | Raeren                         |
| Tilleur               | 2 – 2 (14-13 dtr) | Racing Waregem                 |
| Verlaine              | 4 – 2             | Berg en Dal                    |
| Virton                | 0 – 5             | Bambrugge                      |
| Bilzerse Waltwilder   | 1 – 1 (4-3 dtr)   | Merelbeke                      |
| Waremme               | 2 – 1             | Gouvy                          |
| Warnant               | 1 – 1 (5-3 dtr)   | Habay-la-Neuve                 |
| Westhoek              | 2 – 0             | Denderhoutem                   |
| Olympia Wijgmaal      | 2 – 0             | Fizoise                        |
| Wolvertem             | 3 – 1             | Tournai                        |
| Zwarte Leeuw          | 2 – 1             | Wetteren-Kwatrecht             |
| Voorwaarts Zwevezele  | 4 – 0             | Rumbeke                        |

## Terzo turno
| Squadra 1                      | Risultato       | Squadra 2            |
| ------------------------------ | --------------- | -------------------- |
| 11 settembre 2020              |                 |                      |
| Racing Mechelen                | 0 – 4           | La Louvière Centre   |
| 12 settembre 2020              |                 |                      |
| PAC Buzet                      | 2 – 3           | Hoogstraten          |
| Houtvenne                      | 1 – 1 (3-4 dtr) | Tongeren             |
| KRC Harelbeke                  | 0 – 1           | Olympia Wijgmaal     |
| Namur                          | 1 – 2           | Jette                |
| Marloie Sport                  | 1 – 3           | La Louvière          |
| Hades                          | 3 – 1           | Herk-de-Stad         |
| THES Sport                     | 3 – 0           | Menen                |
| City Pirates                   | 3 – 0           | Wolvertem            |
| Entente Durbuy                 | 0 – 0 (5-4 dtr) | Verlaine             |
| Esperanza Neerpelt             | 5 – 3           | Spouwen-Mopertingen  |
| Heist                          | 3 – 0           | Onhaye               |
| KRC Gent                       | 3 – 1           | VW Hamme             |
| Olympic Charleroi              | 6 – 3           | RFCB Sprimont        |
| Union Rochefort                | 4 – 1           | Westhoek             |
| Ronse                          | 1 – 2           | Blankenberge         |
| Bertem-Leefdaal                | 0 – 1           | Dender               |
| 14 settembre 2020              |                 |                      |
| Raeren                         | 0 – 4           | Zelzate              |
| Jong Lede                      | 2 – 0           | Schoonbeek-Beverst   |
| Eendracht Aalst                | 3 – 1           | Sint-Eloois-Winkel   |
| Achel                          | 1 – 3           | Entité Manageoise    |
| Bambrugge                      | 2 – 1           | Ardennen             |
| Braine                         | 2 – 0           | Zwarte Leeuw         |
| Couvin-Mariembourg             | 1 – 1 (2-4 dtr) | Bilzerse Waltwilder  |
| Dessel Sport                   | 1 – 0           | Rapid Symphorinois   |
| Diegem                         | 0 – 1           | Olsa Brakel          |
| Francs Borains                 | 2 – 0           | Dikkelvenne          |
| Ganshoren                      | 4 – 0           | Oudenaarde           |
| Groen Star Beek                | 2 – 3           | Wielsbeke            |
| Torpedo Hasselt                | 1 – 1 (1-3 dtr) | Lokeren-Temse        |
| Tamines                        | 2 – 1           | Herent               |
| Lauwe                          | 1 – 3           | Schaerbeek-Evere     |
| Londerzeel                     | 3 – 0           | Gullegem             |
| Lyra-Lierse Berlaar            | 2 – 1           | Berchem              |
| Mandel United                  | 0 – 0 (2-4 dtr) | Voorwaarts Zwevezele |
| Oppagne-Wéris                  | 1 – 3           | Lochristi            |
| Patro Eisden                   | 3 – 0           | Stockay-Warfusée     |
| Rebecquoise                    | 5 – 0           | Roeselare            |
| Mons                           | 1 – 1 (4-3 dtr) | Hombourg             |
| RFC Liegi                      | 3 – 1           | Waremme              |
| Royal Gosselies                | 1 – 3           | Vorselaar            |
| Saint-Ghislain Tertre-Hautrage | 2 – 1           | Tienen               |
| Sint-Dymphna                   | 0 – 4           | Boom                 |
| Tilleur                        | 0 – 6           | Knokke               |
| URSL Visé                      | 5 – 0           | Munkzwalm            |
| Voorde                         | 0 – 3           | Sparta Petegem       |
| Warnant                        | 1 – 1 (4-2 dtr) | Meux                 |
| 15 settembre 2020              |                 |                      |
| Lierse Kempenzonen             | 4 – 0           | Hoboken              |

## Quarto turno
| Squadra 1            | Risultato   | Squadra 2                      |
| -------------------- | ----------- | ------------------------------ |
| 18 settembre 2020    |             |                                |
| Londerzeel           | 0 – 2       | THES Sport                     |
| Lyra-Lierse Berlaar  | 0 – 1       | La Louvière                    |
| 19 settembre 2020    |             |                                |
| Ganshoren            | 0 – 1       | Dender                         |
| Hoogstraten          | 1 – 3       | Dessel Sport                   |
| Vorselaar            | 0 – 3       | RFC Liegi                      |
| Voorwaarts Zwevezele | 1 – 3       | City Pirates                   |
| Entente Durbuy       | 0 – 2       | Hades                          |
| Heist                | 4 – 0       | Lochristi                      |
| Tongeren             | 2 – 1 (dts) | Esperanza Neerpelt             |
| Jette                | 2 – 0       | Braine                         |
| Lokeren-Temse        | 3 – 0       | Wielsbeke                      |
| Rebecquoise          | 0 – 5       | Sparta Petegem                 |
| Mons                 | 0 – 1       | Olsa Brakel                    |
| Schaerbeek-Evere     | 0 – 4       | Knokke                         |
| Eendracht Aalst      | 1 – 0       | Tamines                        |
| 20 settembre 2020    |             |                                |
| Bambrugge            | 0 – 5       | Saint-Ghislain Tertre-Hautrage |
| Blankenberge         | 3 – 2 (dts) | KRC Gent                       |
| Boom                 | 4 – 0       | Olympia Wijgmaal               |
| Francs Borains       | 2 – 3       | Zelzate                        |
| Jong Lede            | 2 – 1       | Patro Eisden                   |
| URSL Visé            | 2 – 1       | La Louvière Centre             |
| Bilzerse Waltwilder  | 1 – 2       | Union Rochefort                |
| Warnant              | 5 – 2       | Entité Manageoise              |
| 23 settembre 2020    |             |                                |
| Olympic Charleroi    | 2 – 1       | Lierse Kempenzonen             |

## Quinto turno
| Squadra 1            | Risultato   | Squadra 2                      |
| -------------------- | ----------- | ------------------------------ |
| 10 ottobre 2020      |             |                                |
| Union Rochefort      | 1 – 8       | RWDM47                         |
| Waasland-Beveren     | 3 – 0       | Sparta Petegem                 |
| THES Sport           | 3 – 1 (dts) | Deinze                         |
| City Pirates         | 1 – 2       | Boom                           |
| Lokeren-Temse        | 2 – 0       | Jong Lede                      |
| 11 ottobre 2020      |             |                                |
| Olympic Charleroi    | 2 – 1 (dts) | Eendracht Aalst                |
| Tongeren             | 3 – 0       | Saint-Ghislain Tertre-Hautrage |
| Knokke               | 0 – 2       | OH Lovanio                     |
| Lommel               | 3 – 2       | Zelzate                        |
| Olsa Brakel          | 2 – 0       | Dender                         |
| La Louvière          | 2 – 0       | Jette                          |
| Seraing              | 6 – 1       | Blankenberge                   |
| Union Saint-Gilloise | 4 – 0       | Heist                          |
| URSL Visé            | 1 – 2 (dts) | Dessel Sport                   |
| Warnant              | 0 – 1       | RFC Liegi                      |
| Westerlo             | 5 – 1       | Hades                          |

## Sedicesimi di finale
| Squadra 1            | Risultato | Squadra 2      |
| -------------------- | --------- | -------------- |
| 2 febbraio 2021      |           |                |
| Anversa              | 2 – 1     | La Louvière    |
| Boom                 | 0 – 5     | Eupen          |
| Dessel Sport         | 0 – 5     | Beerschot VA   |
| Union Saint-Gilloise | 2 – 1     | R.E. Mouscron  |
| Lommel               | 1 – 3     | Kortrijk       |
| THES Sport           | 0 – 5     | Genk           |
| 3 febbraio 2021      |           |                |
| Malines              | 2 – 0     | RWDM47         |
| Charleroi            | 1 – 0     | Westerlo       |
| Gent                 | 5 – 0     | Tongeren       |
| OH Lovanio           | 2 – 3     | Cercle Bruges  |
| Seraing              | 1 – 4     | Standard Liegi |
| Club Bruges          | 6 – 1     | Olsa Brakel    |
| Lokeren-Temse        | 0 – 2     | Sint-Truiden   |
| Olympic Charleroi    | 1 – 0     | Zulte Waregem  |
| Waasland-Beveren     | 2 – 3     | Ostenda        |
| RFC Liegi            | 0 – 2     | Anderlecht     |

## Ottavi di finale
| Squadra 1            | Risultato       | Squadra 2         |
| -------------------- | --------------- | ----------------- |
| 9 febbraio 2021      |                 |                   |
| Cercle Bruges        | 3 – 1           | Ostenda           |
| Kortrijk             | 1 – 1 (5-6 dtr) | Standard Liegi    |
| 10 febbraio 2021     |                 |                   |
| Eupen                | 5 – 1           | Olympic Charleroi |
| Genk                 | 1 – 0           | Sint-Truiden      |
| Club Bruges          | 3 – 1           | Anversa           |
| 11 febbraio 2021     |                 |                   |
| Beerschot VA         | 0 – 1           | Malines           |
| Gent                 | 3 – 1           | Charleroi         |
| Union Saint-Gilloise | 0 – 5           | Anderlecht        |

## Quarti di finale
| Squadra 1      | Risultato | Squadra 2     |
| -------------- | --------- | ------------- |
| 3 marzo 2021   |           |               |
| Eupen          | 1 – 0     | Gent          |
| Anderlecht     | 1 – 0     | Cercle Bruges |
| 4 marzo 2021   |           |               |
| Genk           | 4 – 1     | Malines       |
| Standard Liegi | 1 – 0     | Club Bruges   |

## Semifinali
| Squadra 1     | Risultato | Squadra 2      |
| ------------- | --------- | -------------- |
| 13 marzo 2021 |           |                |
| Eupen         | 0 – 1     | Standard Liegi |
| 14 marzo 2021 |           |                |
| Anderlecht    | 1 – 2     | Genk           |

## Finale
| Arbitro: | Bram van Driessche |

|            |           |                      |
| Muleka 83’ | Marcatori | 48’ Itō 80’ Bongonda |